# Audi Sport Abt TT Cup 2018
Der Audi Sport Abt TT Cup 2018, der erstmals durch Abt Sportsline ausgetragen werden sollte, wurde abgesagt.
Die von 2015 bis 2017 von Audi Sport organisierte Markenmeisterschaft Audi Sport TT Cup wurde für die Saison 2018 dem Unternehmen Abt übertragen und sollte unter dem neuen Namen Audi Sport Abt TT Cup fortgesetzt werden.
Ende 2017 und Anfang 2018 wurden neue Fahrer gesucht, die sich bei Abt bewerben konnten. Aufgrund der geringen Anzahl von interessierten Fahrern wurde die Rennserie kurzfristig abgesagt.